# Терекли-Мектеб
Терекли́-Мекте́б (ног. Терекли-Мектеп) — село в Республике Дагестан. Административный центр Ногайского района.
Образует сельское поселение «село Терекли-Мектеб», как единственный населённый пункт в его составе.

## География
Селение расположено на магистральном канале Караногайская Ветвь, в центральной части Ногайского района, на северо-западе Дагестана.
Находится в 80 км к северо-западу от Кизляра и в 220 км от города Махачкала.

## История
Аул основан в конце XVIII века, в связи с образованием в 1793 году Караногайского приставства, как ставка в трёх километрах к югу от аула Терекли (ног. Терекли-авыл). Название происходит от слов: терекли — «изобилующий деревьями» и мектеб — «школа».
В ставке Терекли-Мектеб находился официальный представитель царской администрации — пристав Ф. О. Капельгородский, под руководством которого в ауле был вырыт артезианский колодец и разбит фруктовый сад. В связи с этим, в народе возникло второе название аула — Орыс Уьй (с ногайского Русский дом).
Во время Великой Отечественной войны (во время операции «Блау»), в декабре 1942, аул был занят частями группы армий «А» Вермахта, а через несколько дней освобождён Красной Армией. Это была наиболее восточная точка, до которой дошли немецкие войска на Восточном фронте Второй мировой войны.
Ныне в ауле проживают потомки ногайских родов — калемерден, чижувыт, кыпшак, чаужейли, тогыншы, найман, лаипан, шурша, ас, костамгалы, мойнапа, туркмены, кобанший, етсаны, уьйсин.

## Социальные объекты
- Автостанция,
- Администрация района,
- Социальная служба,
- Дом культуры,
- Краеведческий ногайский музей,
- Народный театр,
- Районная газета на русском и ногайском языках,
- Средняя общеобразовательная школа им. Кадрии,
- Средняя общеобразовательная школа им. Джанибекова,
- Средняя общеобразовательная школа,
- Детский сад,
- Спортивная школа,
- Музыкальная школа,
- Пожарная часть,
- Стадион им. Шора-Батыра,
- Россельхозбанк,
- Сбербанк,
- Филиал Хасавюртовского пед.колледжа,
- Продуктовый рынок,
- Полиция,
- Почта,

## Население
| 1926  | 1959  | 1970  | 1979  | 1989  | 2002  | 2010  |
| ----- | ----- | ----- | ----- | ----- | ----- | ----- |
| 200   | ↗2025 | ↗3567 | ↗4308 | ↗5327 | ↗7285 | ↗7993 |
| 2012  | 2013  | 2014  | 2015  | 2016  | 2017  | 2018  |
| ↘7708 | ↘7442 | ↘7277 | ↘7179 | ↘7080 | ↘6884 | ↘6728 |
| 2019  | 2020  | 2021  | 2023  | 2024  | 2025  |       |
| ↘6641 | ↘6603 | ↗6728 | ↗6745 | ↘6568 | ↗6590 |       |

Национальный состав
По данным Всесоюзной переписи населения 1926 года:
| № | Национальность | Численность, чел. | Доля   |
| - | -------------- | ----------------- | ------ |
| 1 | русские        | 77                | 39,5 % |
| 2 | ногайцы        | 70                | 33,5 % |
| 3 | кумыки         | 35                | 18,0 % |
| 4 | даргинцы       | 11                | 5,5 %  |
| 5 | чеченцы        | 3                 | 1,5 %  |
| 6 | украинцы       | 3                 | 1,5 %  |
| 7 | армяне         | 2                 | 0,5 %  |

По данным Всероссийской переписи населения 2010 года:
| Народ    | Численность, чел. | Доля от всего населения, % |
| -------- | ----------------- | -------------------------- |
| ногайцы  | 7258              | 91,6 %                     |
| даргинцы | 313               | 3,5 %                      |
| русские  | 202               | 2,2 %                      |
| другие   | 220               | 2,7 %                      |
| всего    | 7993              | 100 %                      |

## Религия
- Джума мечеть,
- три мечети в разных районах села.